# Ernst Ewald Albert Hofferichter
Ernst Ewald Albert Hofferichter (* 12. November 1809 in Groß-Glogau; † nach 1872 wahrscheinlich in Glogau) war ein deutscher Politiker.

## Leben
Als Sohn eines Kanzleiinspektors geboren, studierte Hofferichter nach dem Besuch des Glogauer Gymnasiums Rechtswissenschaften in Halle und Breslau. Während seines Studiums wurde er 1831 Mitglied der Alten Halleschen Burschenschaft Germania. Wegen seiner burschenschaftlichen Betätigung wurde er 1835 verhaftet und in die Berliner Hausvogtei gebracht und verhört, dann aber auf Kaution entlassen. 1836 wurde er zu sechs Jahren Festungsarrest und Amtsunfähigkeit verurteilt. Die Strafe wurde 1837 auf ein Jahr Festungshaft reduziert. Im Zuge der Demagogenverfolgung wurde er im Schwarzen Buch der Frankfurter Bundeszentralbehörde (Eintrag Nr. 729) festgehalten. Nach seiner Entlassung gründete er in Glogau ein Unternehmen und arbeitete als Kaufmann. In den 1840er Jahren wurde er Stadtverordneter in Glogau und war mehrfach Stadtverordnetenvorsteher. 1848 wurde er in Glogau zum Abgeordneten der Preußischen Nationalversammlung gewählt, wo er sich den „entschiedenen Linken“ anschloss, die auf Seiten der Revolution von 1848 stand. 1850 wurde er als einziger Kandidat für die demokratische Partei in den Glogauer Gemeinderat gewählt. Ende der 1860er Jahre war er als Kanzleidirektor in Glogau tätig.